# Tito Salvio Rufino Minicio Opimiano
Tito Salvio Rufino Minicio Opimiano (en latín: Titus Salvius Rufinus Minicius Opimianus) fue un senador romano que vivió a finales del siglo I y principios del siglo II, y desarrolló su cursus honorum bajo los reinados de Domiciano, Nerva, Trajano, Adriano, y Antonino Pío. Fue cónsul sufecto en el año 123 junto a Gneo Sencio Aburniano.

## Orígenes familiares
Los orígenes de su familia no son seguros. Aunque está claro que procedían de Italia, Werner Eck sugiere que de la ciudad de Tusculum, en los montes Albanos, señalando que su tribu la Papira tenía miembros en la zona, que Opimiano y su esposa fueron enterrados allí, y que las inscripciones con su nomen también se han encontrado allí. Además, Eck reconstruye una genealogía de Opimiano que le proporciona un padre, Tito Salvio Rufino Minicio Opimiano, que fue procurador de Asia durante el gobierno de Trajano, un hijo, Minicio Opimiano, cónsul sufecto alrededor del año 155, y un nieto, también llamado parcialmente Minicio Opimiano, quien fue cónsul sufecto alrededor de los años 186 o 187, y luego procónsul de África en el periodo 202/203.

## Carrera política
Además de su consulado sufecto, ejercido en el año 123, al discutir una inscripción en un ara de mármol encontrada en Ratiaria, una ciudad en la provincia romana de Moesia Superior, Ivo Topalilov identifica al Tito Minicio Opimiano que dedicó el ara a la diosa Diana, con este senador, y basándose en las formas de las letras de la inscripción, él data el mandato de Opimiano como gobernador de esta provincia entre los años 126 y 129/130. Topalilov señala que "es muy probable que también haya ocupado otro mandato como gobernador" entre su cargo de gobernador de Moesia y su proconsulado de África en el periodo 138-139.